# 현상 유지 편향
현상 유지 편향(status quo bias)은 현상유지를 선호하는 의사결정에서 나타나는 지각적 편향이다. 사람들은 현재의 성립된 행동을 특별한 이득이 주어지지 않는 이상 바꾸지 않으려는 경향을 가지고 있다. 이러한 현상 유지 편향은 많은 사회적, 경제적, 정치적 분야에서 관찰되고 이용되고 있다.
행동경제학자인 카네먼, 탈러와 네쉬는 이러한 현상 유지 편향을 증명하는 실험을 수행하였다. 이는 또한 소유효과(endowment effect), 손실 회피 성향과 연관되어 있으며 이러한 이론은 전망이론(prospect theory)의 기본이 되었다.

## 사례
- 유럽 국가 중 대부분에서는 운전면허를 신청할 때 장기 기증 의사를 묻는다. 그런데 몇몇 국가는 장기 기증 의사를 표시하는 비율이 매우 높은 편인 반면에 다른 나라들은 그렇지 않다. 그 차이는 운전면허 신청서 기입시 기본선택이 "장기 기증 의사가 있다"라고 되어 있고 원하지 않는다면 표시하는 경우 장기기증의사로 간주되기 때문이다. 기증의사가 높지 않은 국가는 장기기증의사가 있을 경우 표시하게 되어 있다. 이는 현상 유지 편향 때문에 기본조건을 그대로 받아들이는 경향에서 비롯된 것이다.

## 같이 보기
- 전통에 호소하는 논증
- 안전지대 (심리학)
- 사실상 표준
- 사회 규범

## 참조
- Samuelson, W. & R. J. Zeckhauser. (1988). Status quo bias in decision making. Journal of Risk and Uncertainty, 1, pp. 7–59.
- Kahneman, D., Knetsch, J. L. & Thaler, R. H. (1991). Anomalies: The Endowment Effect, Loss Aversion, and Status Quo Bias. Journal of Economic Perspectives, 5, 1, pp. 193–206
- Johnson, E. J., Hershey, J., Meszaros, J., & Kunreuther, H. (1993). Framing, Probability Distortions, and Insurance Decisions. Journal of Risk and Uncertainty, 7, pp. 35–51.
- 욕망의 경제학, 피터 우벨, 김태훈 역, 김영사, 2009, ISBN 978-89-349-3631-2
- 넛지, 리처드 탈러, 캐스 선스타인, 안진환 역, 리더스북, ISBN 978-89-01-09315-4